# Lucas Faydherbe
Lucas Faydherbe, o Fay d'Herbe (Malines, 19 gennaio 1617 – Malines, 31 dicembre 1697), è stato uno scultore e architetto fiammingo.

## Biografia
Dopo aver mosso i primi passi sotto la guida del padre Henri, si trasferì ad Anversa dove fu accolto dal Rubens che instillò in lui il gusto italiano che si rivelò una, anche se non l'unica, delle influenze caratterizzanti il suo lavoro.
Nel 1640 Faydherbe ritornò nella sua città natale per sposare la sua fidanzata incinta Maria Sneyers.

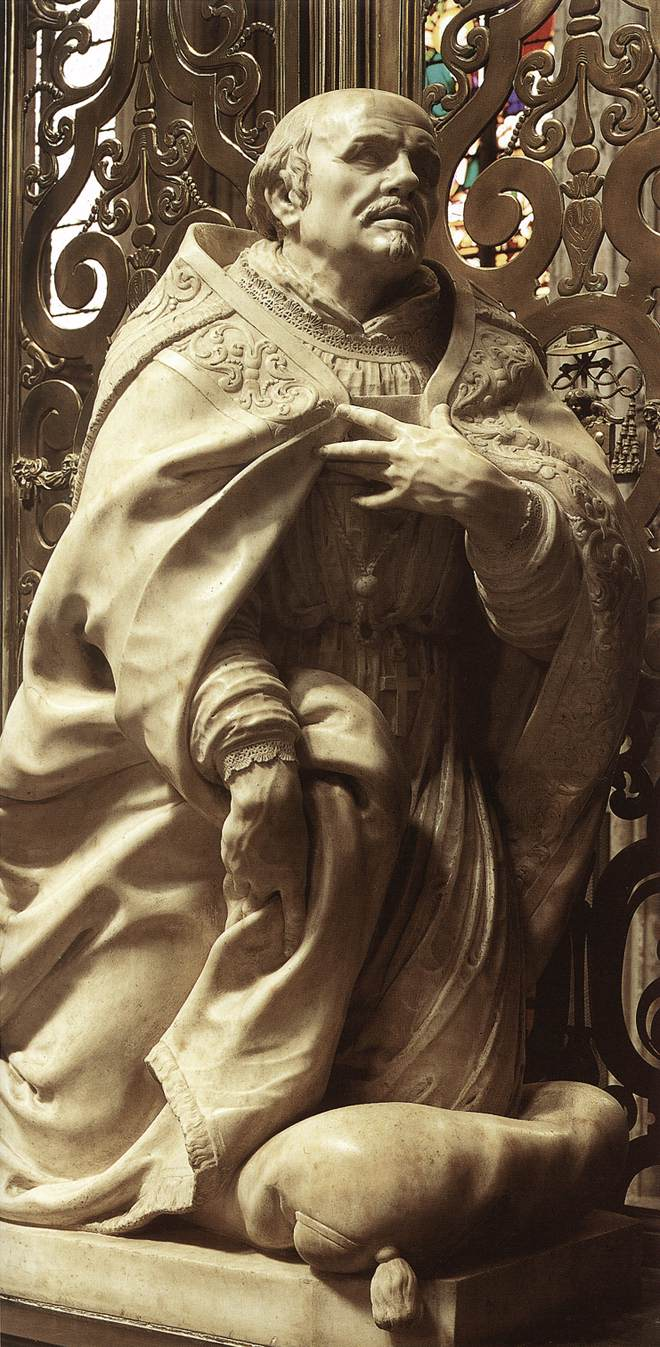
Lucas Faydherbe, Arcivescovo Creusen, Cattedrale di San Rombaldo, Malines, 1660

Del primo decennio di lavoro restano poche tracce, quali una pregevole Danza di putti al Museo del Prado, una Madonna del Beghinaggio di Malines (1636); le statue di San Giacomo minore (1636) e San Simone (1641) per la Cattedrale di Bruxelles e una Madonna (1642) per Notre Dame de la Dyle. Tutte le opere in avorio del primo decennio saldarono l'influenza rubensiana con quella del Duquesnoy.
Da ricordare nel 1652 la tomba di Gilles-Othon Trazegnies e della moglie, e nel 1665 quella dell'arcivescovo Horius a Malines caratterizzate dalle figure giacenti. Nel 1669 si rivelò particolarmente pregevole la tomba dell'arcivescovo Creusen nella Cattedrale di San Rombaldo a Malines.
Numerose furono in questo periodo le statue e gli altari monumentali realizzati da Faydherbe, come quelle nella Cattedrale di San Rombaldo a Malines. In questa chiesa si trovano le statue di San Gioacchino e l'angelo, di San Giuseppe col Bambino, il gruppo della San Anna Metterza, eseguite negli anni sessanta del Seicento.
Di notevole fattura i due enormi rilievi con la Natività e la Salita al Calvario (1678) in Notre Dame d'Hanswyck a Malines.
Pur essendo più che altro uno scultore, Faydherbe intraprese anche qualche opera architettonica, come la cupola per la chiesa di Notre Dame d'Hanswyck (1669-1678).
Come scultore miscelò il gusto rubensiano al gusto berniniano, attraverso Delcour, e divenne caposcuola di una corrente artistica che fu attiva per almeno un secolo.
Lucas Faydherbe è morto il 31 dicembre 1697, quattro anni dopo la morte della moglie, ed il 3 gennaio 1698 fu sepolto nella cattedrale di San Rombaldo.

## Opere principali

### Opere architettoniche
- Chiesa di San Giovanni Battista al Beghinaggio a Bruxelles, 1657-76;
- Chiesa di Nostra Signora d'Hanswijk a Malines, 1663-78;
- Chiesa di Nostra Signora delle Clarisse a Bruxelles, 1665-70;
- Chiesa di Nostra Signora di Leliendaal a Malines;
- Chiesa di Notre-Dame du Sablon a Bruxelles.

### Sculture
- Sepolcro di Jehan Marchin nella chiesa di Modave;
- Sepolcro di Gilles-Othon de Trazegnies e sua moglie Jacqueline de Lalaing a Courcelles (1652);
- Altare maggiore della Cattedrale di San Rombaldo a Malines;
- Sepolcro dell'arcivescovo Andreas Cruesen nella Cattedrale di San Rombaldo a Malines (1669);
- Giove che lancia i raggi (terracotta), Museo reale delle belle arti del Belgio.